# Wiatrownica (kolejnictwo)

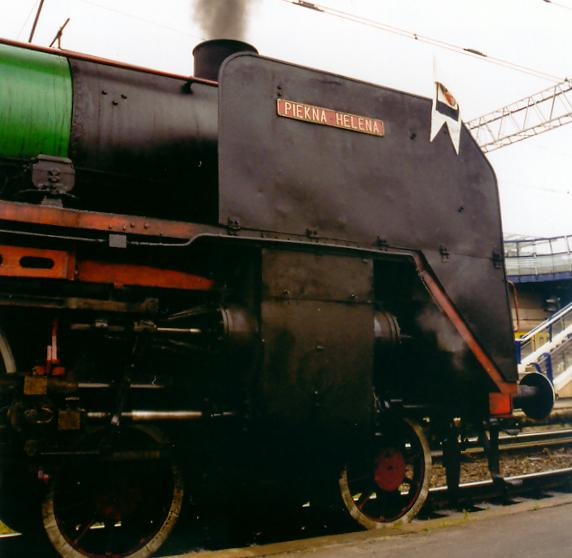
Przód Pięknej Heleny z widocznymi wiatrownicami

Wiatrownica (odchylacz dymu) – element konstrukcyjny parowozu, w postaci odpowiednio wyprofilowanych blach, zamocowanych po bokach dymnicy, mający na celu takie skierowanie powietrza, aby - przy większych prędkościach - wypychało ono do góry dym z komina, dla polepszenia widoczności obsłudze parowozu.

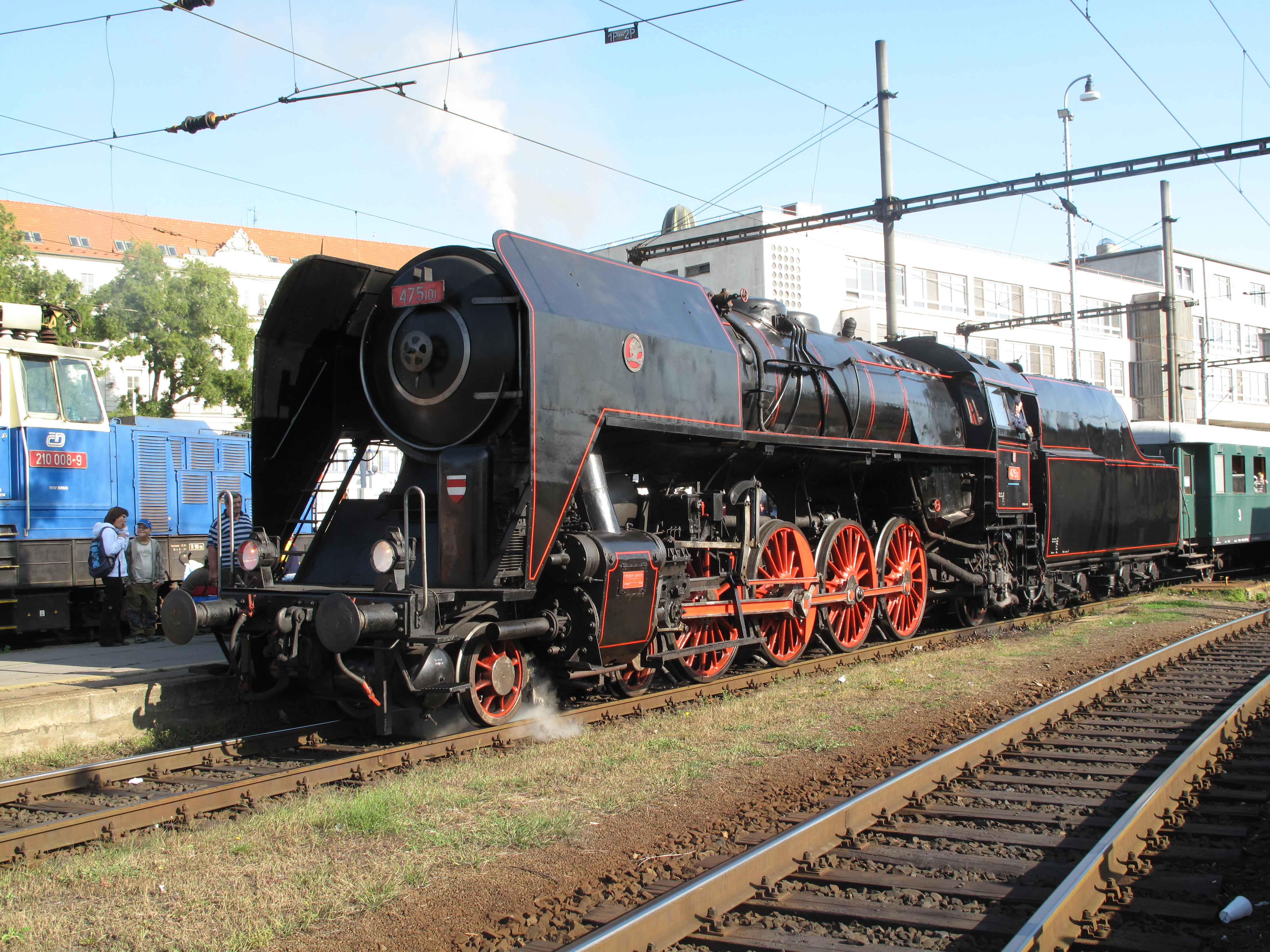
Najczęściej spotykany wzór wiatrownic - na czeskiej lokomotywie serii 475.1
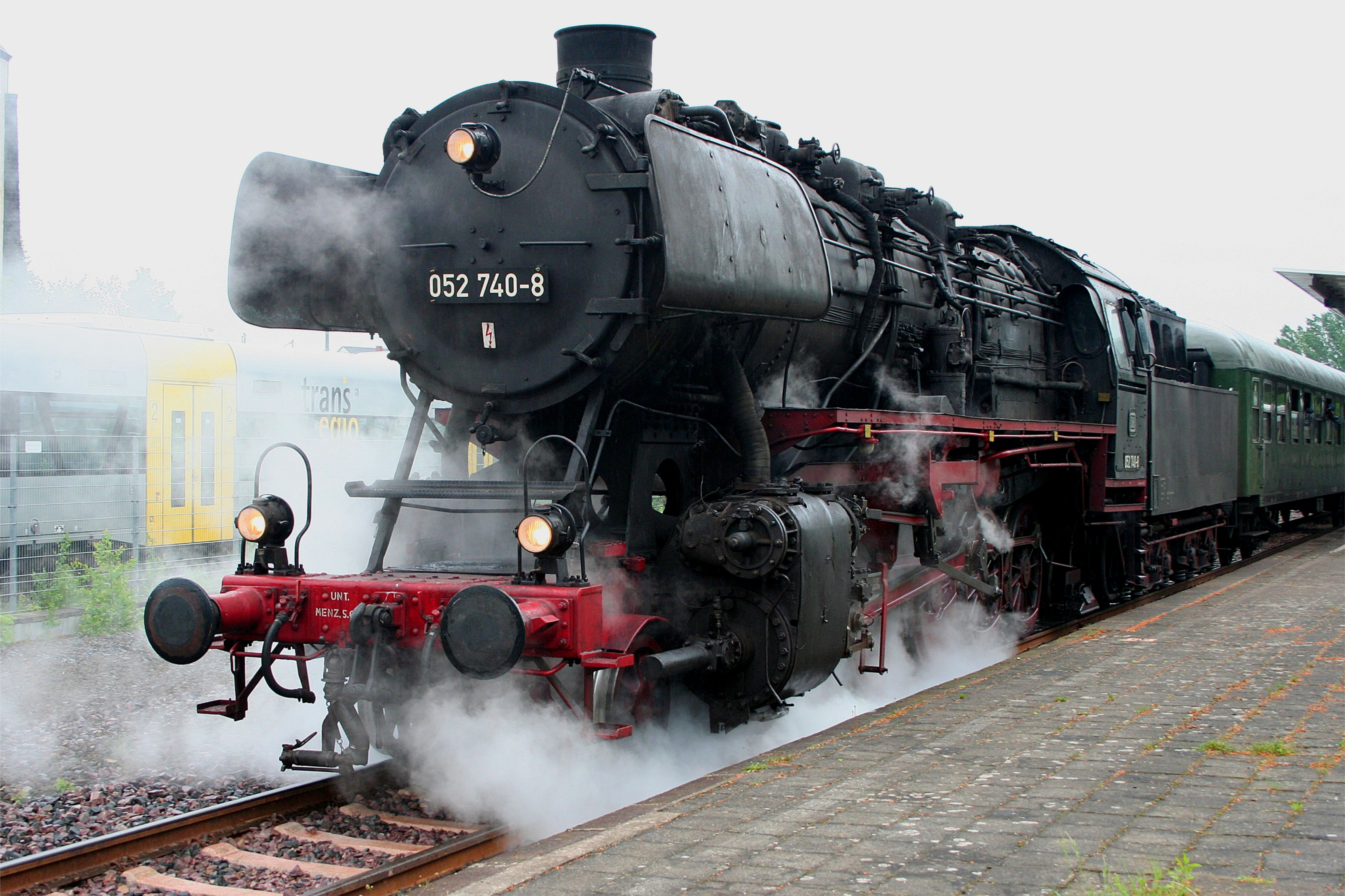
Typowe dla niemieckich parowozów wiatrownice na lokomotywie Br 52 (Ty2/Ty42)
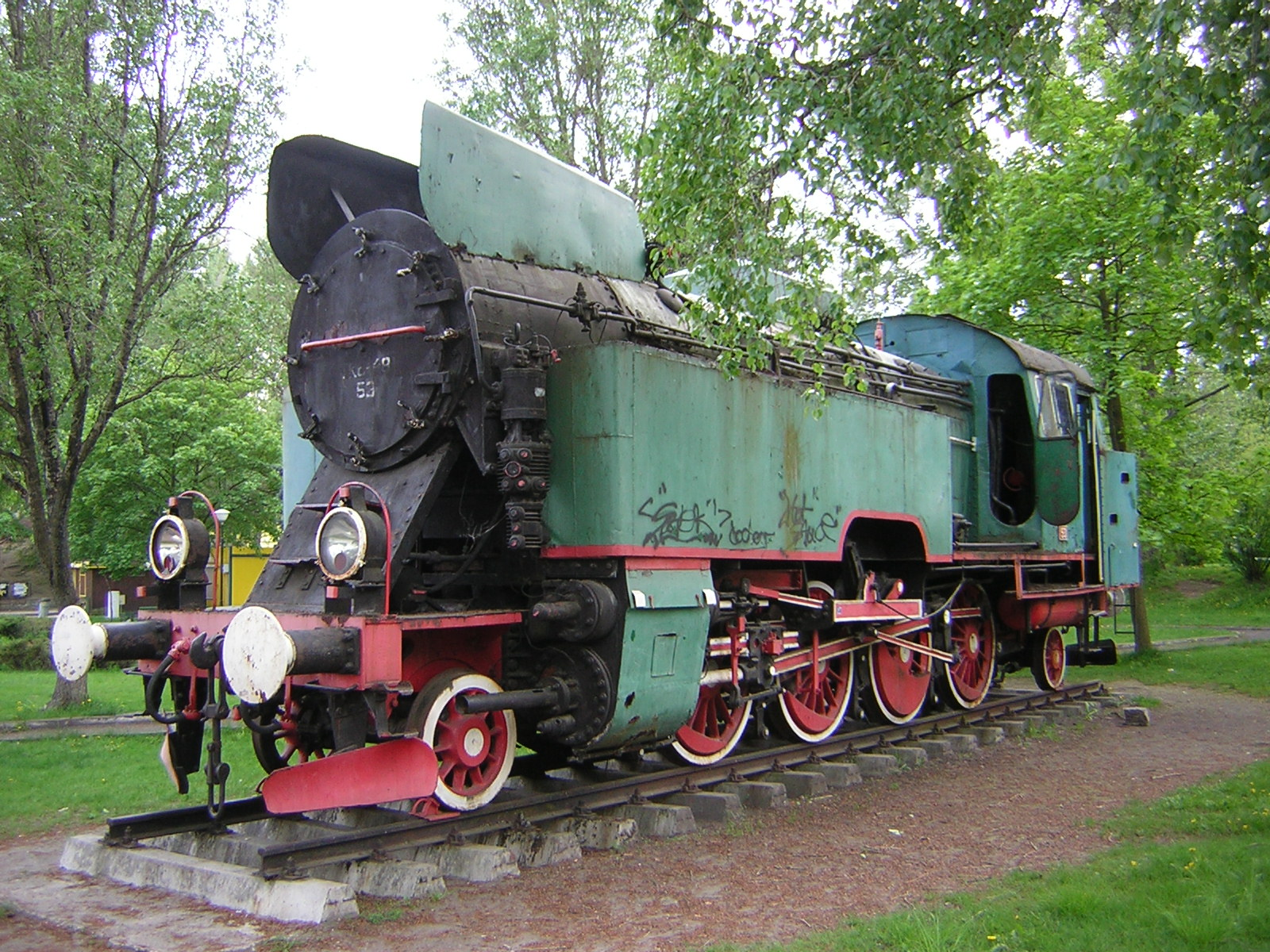
Umocowane na dymnicy odchylacze dymu parowozu TKt48